# جاك-فيكتور هنري
جاك-فيكتور هنري هو سياسي هايتي، ولد في 3 مارس 1804 في كاب هايتيان في هايتي، وتوفي في 18 أكتوبر 1820 في ميلوت في هايتي.